# Antonio Innocenti
Antonio Innocenti, italijanski rimskokatoliški duhovnik, škof in kardinal, * 23. avgust 1915, Poppi, † 6. september 2008, Rim.

## Življenjepis
17. julija 1938 je prejel duhovniško posvečenje.
15. decembra 1967 je bil imenovan za naslovnega nadškofa Aeclanuma in za apostolskega nuncija v Paragvaju. 18. februarja 1968 je prejel duhovniško posvečenje.
26. februarja 1973 je postal tajnik Kongregacije za disciplino zakramentov in 4. oktobra 1980 apostolski nuncij v Španiji.
25. maja 1985 je bil povzdignjen v kardinala in imenovan za kardinal-diakona S. Maria in Aquiro.
9. jnauarja 1986 je postal prefekt Kongregacije za kler in 8. oktobra 1988 predsednik Papeške komisije za ohranjanje cerkvene dediščine umetnosti in zgodovine.
Med 1. julijem 1991 in 16. decembrom 1995 je bil predsednik Ecclesia Dei.
29. januarja 1996 je bil imenovan za kardinal-duhovnika S. Maria in Aquiro.